# Lapan
Lapan ist eine französische Gemeinde mit 226 Einwohnern (Stand: 1. Januar 2022) im Département Cher in der Region Centre-Val de Loire. Sie gehört zum Arrondissement Bourges und zum Kanton Trouy. 

## Geographie
Lapan liegt etwa 19 Kilometer südsüdöstlich von Bourges in Zentralfrankreich am Cher. Umgeben wird Lapan von den Nachbargemeinden Lunery im Norden und Westen, Saint-Caprais im Norden, Arçay im Nordosten,  Corquoy im Süden und Osten sowie Primelles im Westen und Südwesten.

## Bevölkerungsentwicklung
| Jahr                       | 1962 | 1968 | 1975 | 1982 | 1990 | 1999 | 2006 | 2018 |
| Einwohner                  | 152  | 146  | 129  | 131  | 137  | 142  | 148  | 210  |
| Quellen: Cassini und INSEE |      |      |      |      |      |      |      |      |

## Sehenswürdigkeiten
- Kirche Saint-Caprais